# Carl Holsøe

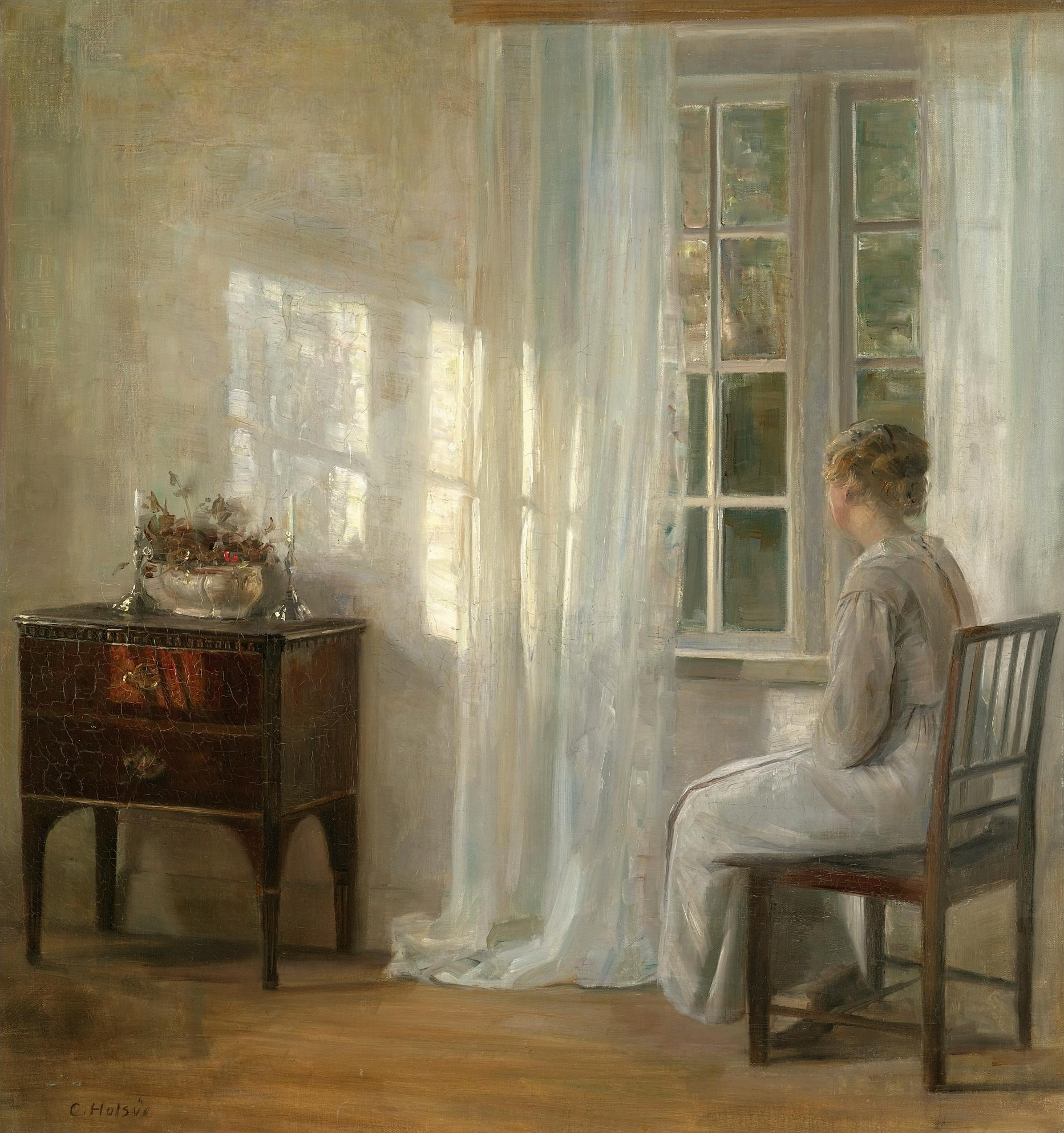
Oczekująca w oknie

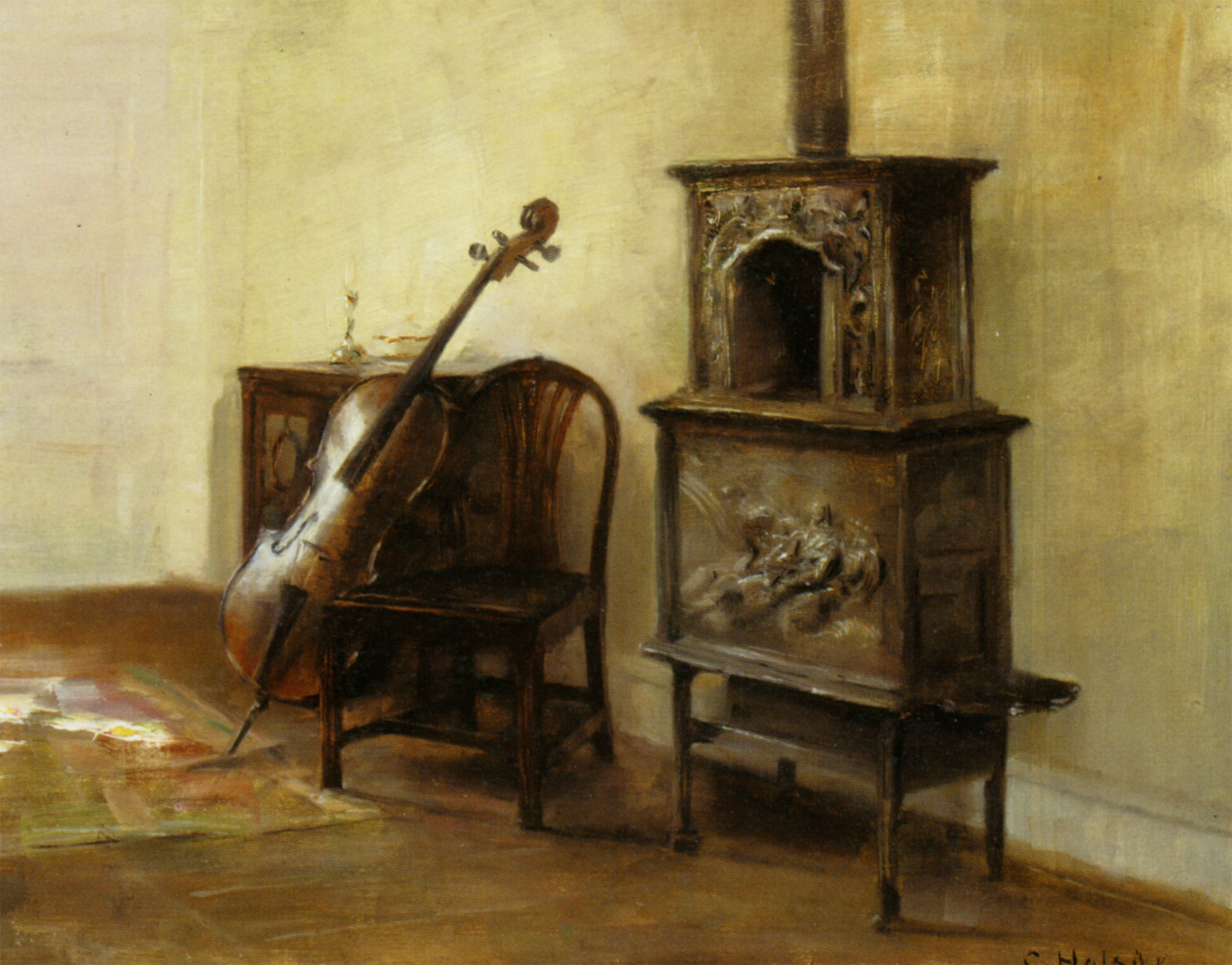
Wnętrze z wiolonczelą

Carl Vilhelm Holsøe (ur. 12 marca 1863 w Aarhus, 7 listopada 1935 w Asserbo na Zelandii) – duński malarz specjalizujący się w przedstawieniach wnętrz.
Studiował w Królewskiej Duńskiej Akademii Sztuki w Kopenhadze w latach 1882–1884 a następnie u Peder Krøyera. Debiutował w 1886 szybko zdobywając popularność przede wszystkim w Danii i Szwecji. Jego największym sukcesem było wyróżnienie na Wystawie Światowej w Paryżu w 1889 i złoty medal na międzynarodowych targach w Monachium w 1891.
Carl Holsøe malował przede wszystkim wykwintne wnętrza, rzadziej pejzaże, sceny rodzajowe i martwe natury. Jego prace inspirowane XVII-wiecznym malarstwem holenderskim cechuje akademicki, realistyczny styl i szczególna dbałość o ukazanie złożonych efektów świetlnych. Wiele obrazów artysty ożywiają przedstawienia kobiet, jednak stanowią one jedynie element dekoracyjny.
Malarz przyjaźnił się z Vilhelmem Hammershøi, którego poznał w czasie studiów, oraz z Peterem Ilstedem. Osiedlił się w Asserbo na wyspie Zelandia i w ciągu swojego życia dwukrotnie się ożenił.